# Mumbai (Cricketteam)
Das Cricketteam von Mumbai (bis 1995 Cricketteam von Bombay) vertritt die Stadt Mumbai im nationalen indischen Cricket. Die 1930 gegründete Mannschaft wird von der Mumbai Cricket Association verwaltet und ist heute, mit 41 Siegen, die erfolgreichste Mannschaft im wichtigsten indischen First-Class-Wettbewerb, der Ranji Trophy.

## Geschichte

### Die Anfänge
Bombay war als Ausrichter des Bombay Quadrangular ein wichtiger Standort des indischen Crickets. Mit der Gründung des indischen Cricket-Verbandes, Board of Control for Cricket in India (BCCI), 1928 wurde die Notwendigkeit erkannt auch auf regionaler Ebene Strukturen zu schaffen. Im Rahmen des Komitees, das das Quadrangular-Turnier organisierte wurden daher Schritte unternommen für die Stadt Bombay und ihr Umland einen regionalen Verband zu Gründen. Die grundlegenden Dokumente und damit die Gründung des Verbandes wurden 1930 unterzeichnet. Nach der Gründung etablierte sich Bombay schnell als dominierende Kraft im nationalen indischen Cricket. So gewannen sie auch die erste Ausgabe der nationalen Meisterschaft, der Ranji Trophy, in der Saison 1934/35. In der nachfolgenden Saison konnten sie ihren Gewinn wiederholen, es dauerte jedoch bis in die 1940er Jahre, bis sie den Titel wieder gewissen konnten. Dort erreichten sie vor allem durch die starken Batsman Vijay Merchant und Rusi Modi drei weitere Meisterschaften.

### Die Dominanz
In den 1950er Jahren wurde das Team immer erfolgreicher. Es gewann die Ranji Trophy zunächst vier Mal, bevor es die Meisterschaft ab 1958/59 bis 1972/73 fünfzehn Mal nacheinander gewann. Zu dieser Zeit stellte Bombay einen wichtigen Anteil an der indischen Nationalmannschaft, so dass die wichtigsten Spieler über die Saison hinweg fehlten. Dennoch gelang mit Spielern wie Batsman Polly Umrigar, Gulabrai Ramchand, Ajit Wadekar, Bapu Nadkarni, Dilip Sardesai, Ashok Mankad und Sunil Gavaskar, sowie den Bowlern Ramakant Desai, Padmakar Shivalkar und Baloo Gupte diese Zeit unangefochten zu donieren. Nachdem Bombay in der Saison 1973/74 gegen Karnataka unterlag, konnten sie die folgenden drei Saisons ebenfalls für sich entscheiden.

### Eine Mannschaft unter vielen
Auch nach dieser Dominanten Phase konnten sie noch zahlreiche Meisterschaften für sich entscheiden, jedoch kamen nun zahlreiche Mannschaften auf, die Bombay schlagen konnten. So gelangen in den 1980er und 1990er Jahren jeweils drei Meisterschaften. Wichtige Spieler zu dieser Zeit waren Dilip Vengsarkar, Ravi Shastri, Sandip Patil, Sanjay Manjrekar, Vinod Kambli und Sachin Tendulkar. Seit den 2000er Jahren konnte die Mannschaft wieder mehr Meisterschaften gewinnen, auch wenn es nicht an die alte Dominanz anknüpfen konnte.

## Stadion
Das Heimstadion des Clubs ist das Wankhede Stadium in Mumbai. Daneben wird heute teilweise auch das sich ebenfalls in Mumbai befindliche Brabourne Stadium genutzt.

## Erfolge

### First-Class Cricket
Gewinn der Ranji Trophy (41): 1934/35, 1935/36, 1941/42, 1944/45, 1948/49, 1951/52, 1953/54, 1955/56, 1956/57, 1958/59, 1959/60, 1960/61, 1961/62, 1962/63, 1963/64, 1964/65, 1965/66, 1966/67, 1967/68, 1968/69, 1969/70, 1970/71, 1971/72, 1972/73, 1974/75, 1975/76, 1976/77, 1980/81, 1983/84, 1984/85, 1993/94, 1994/95, 1996/97, 1999/2000, 2002/03, 2003/04, 2006/07, 2008/09, 2009/10, 2012/13, 2015/16
Gewinn der Irani Cup (14 + 1 geteilt): 1959/60, 1962/63, 1963/64, 1965/66 (geteilt), 1967/68, 1969/70, 1970/71, 1972/73, 1975/76, 1976/77, 1981/82, 1985/86, 1994/95, 1995/96, 1997/98

### One-Day Cricket
Vijay Hazare Trophy (2002/03–heute) (3): 2003/04, 2006/07, 2018/19

### Twenty20
Syed Mushtaq Ali Trophy (0): –